# سيدني لانيير
سيدني لانيير (بالإنجليزية: Sidney Lanier)‏ هو موسيقي وكاتب وشاعر أمريكي، ولد في 3 فبراير 1842 في ماكون في الولايات المتحدة، وتوفي في 7 سبتمبر 1881 في كارولاينا الشمالية في الولايات المتحدة بسبب سل.

## وصلات خارجية
- سيدني لانيير على موقع الموسوعة البريطانية (الإنجليزية)
- سيدني لانيير على موقع إن إن دي بي (الإنجليزية)